# Campeonato Mundial de Esqui Estilo Livre de 2023 - Moguls feminino
A prova do Moguls feminino do Campeonato Mundial de Esqui Estilo Livre de 2023 ocorreu no dia 25 de fevereiro, em Bakuriani, na Geórgia.

## Medalhistas
| Ouro                  | Prata             | Bronze               |
| Perrine Laffont (FRA) | Jaelin Kauf (USA) | Avital Carroll (AUT) |

## Resultados

### Qualificação
Um total de 26 esquiadoras de 12 nacionalidades participaram da competição. As 18 melhores avançaram para a final.
| Colocação | Bib | Ordem de corrida | Nome                        | Nacionalidade  | Corrida 1 | Corrida 2 | Notas |
| --------- | --- | ---------------- | --------------------------- | -------------- | --------- | --------- | ----- |
| 1         | 1   | 4                | Perrine Laffont             | França         | 83.93     |           | Q     |
| 2         | 4   | 3                | Jaelin Kauf                 | Estados Unidos | 79.73     |           | Q     |
| 3         | 7   | 18               | Olivia Giaccio              | Estados Unidos | 78.70     |           | Q     |
| 4         | 11  | 2                | Hannah Soar                 | Estados Unidos | 76.03     |           | Q     |
| 5         | 5   | 1                | Elizabeth Lemley            | Estados Unidos | 74.50     |           | Q     |
| 6         | 2   | 15               | Jakara Anthony              | Austrália      | 73.47     |           | Q     |
| 7         | 8   | 17               | Avital Carroll              | Áustria        | 72.47     |           | Q     |
| 8         | 12  | 12               | Hinako Tomitaka             | Japão          | 72.28     |           | Q     |
| 9         | 9   | 24               | Makayla Gerken Schofield    | Grã-Bretanha   | 67.53     |           | Q     |
| 10        | 6   | 25               | Rino Yanagimoto             | Japão          | 17.02     | 74.08     | Q     |
| 11        | 10  | 22               | Maia Schwinghammer          | Canadá         | 62.15     | 73.56     | Q     |
| 12        | 14  | 11               | Fantine Degroote            | França         | 67.26     | 67.31     | Q     |
| 13        | 20  | 9                | Berkley Brown               | Canadá         | 63.88     | 67.26     | Q     |
| 14        | 16  | 10               | Camille Cabrol              | França         | 63.09     | 65.09     | Q     |
| 15        | 15  | 23               | Ayaulym Amrenova            | Cazaquistão    | 64.56     | 64.09     | Q     |
| 16        | 13  | 20               | Haruka Nakao                | Japão          | 21.43     | 62.97     | Q     |
| 17        | 17  | 13               | Laurianne Desmarais-Gilbert | Canadá         | 57.15     | 61.87     | Q     |
| 18        | 26  | 8                | Hanna Weese                 | Alemanha       | 58.53     | 56.96     | Q     |
| 19        | 21  | 7                | Annika Merz                 | Alemanha       | 51.85     | 54.93     |       |
| 20        | 18  | 13               | Katharina Ramsauer          | Áustria        | 52.40     | 50.04     |       |
| 21        | 27  | 26               | Riikka Voutilainen          | Finlândia      | 50.60     | 11.46     |       |
| 22        | 19  | 6                | Janneke Berghuis            | Países Baixos  | 49.54     | 50.48     |       |
| 23        | 23  | 19               | Cao Tianqing                | China          | 49.09     | DNF       |       |
| 24        | 22  | 14               | Ma Zhuoni                   | China          | 40.86     | 46.55     |       |
| 25        | 24  | 16               | Yang Ya                     | China          | 41.53     | 42.50     |       |
| 26        | 25  | 21               | Li Ruilin                   | China          | 40.86     | 27.76     |       |

### Final
A final foi iniciada no dia 25 de fevereiro às 15:35.
| Colocação         | Ordem de corrida | Nome                        | Nacionalidade  | Corrida 1 | Corrida 2 |
| ----------------- | ---------------- | --------------------------- | -------------- | --------- | --------- |
| Medalha de ouro   | 1                | Perrine Laffont             | França         | 87.60     | 87.40     |
| Medalha de prata  | 4                | Jaelin Kauf                 | Estados Unidos | 81.90     | 83.56     |
| Medalha de bronze | 8                | Avital Carroll              | Áustria        | 79.32     | 80.19     |
| 4                 | 6                | Rino Yanagimoto             | Japão          | 79.52     | 79.67     |
| 5                 | 10               | Maia Schwinghammer          | Canadá         | 79.10     | 13.37     |
| 6                 | 5                | Elizabeth Lemley            | Estados Unidos | 77.48     | DNF       |
| 7                 | 14               | Fantine Degroote            | França         | 76.10     | —         |
| 8                 | 11               | Hannah Soar                 | Estados Unidos | 76.08     | —         |
| 9                 | 9                | Makayla Gerken Schofield    | Grã-Bretanha   | 74.75     | —         |
| 10                | 16               | Camille Cabrol              | França         | 72.83     | —         |
| 11                | 17               | Laurianne Desmarais-Gilbert | Canadá         | 72.59     | —         |
| 12                | 7                | Olivia Giaccio              | Estados Unidos | 71.31     | —         |
| 13                | 13               | Haruka Nakao                | Japão          | 69.77     | —         |
| 14                | 26               | Hanna Weese                 | Alemanha       | 69.98     | —         |
| 15                | 20               | Berkley Brown               | Canadá         | 67.18     | —         |
| 16                | 12               | Hinako Tomitaka             | Japão          | 64.97     | —         |
| 17                | 2                | Jakara Anthony              | Austrália      | 55.29     | —         |
| 18                | 15               | Ayaulym Amrenova            | Cazaquistão    | 48.59     | —         |

Legenda
| Recorde mundial       | Recorde mundial (World record)               |                       | Recorde africano                      | Recorde africano (African) |                                           | Q | Classificado por posição (Qualified) |
| Recorde do campeonato | Recorde do campeonato (Championship record)  | Recorde da América    | Recorde da América (Americas)         | q                          | Classificado por melhor tempo (Qualified) |   |                                      |
| Melhor marca do ano   | Melhor marca do ano (World leading)          | Recorde asiático      | Recorde asiático (Asian)              | DNS                        | Não largou (Did not start)                |   |                                      |
| Recorde nacional      | Recorde nacional (National record)           | Recorde europeu       | Recorde europeu (European)            | DNF                        | Não terminou (Did not finish)             |   |                                      |
| Recorde pessoal       | Recorde pessoal do atleta (Personal best)    | Recorde da Oceania    | Recorde da Oceania (Oceania)          | DSQ / DQ                   | Desclassificado (Disqualified)            |   |                                      |
| Recorde da temporada  | Recorde da temporada do atleta (Season best) | Recorde sul-americano | Recorde sul-americano (South America) | NM                         | Sem marca (No mark)                       |   |                                      |